# 电白区
电白区位于中国广东省西南部沿海，是茂名市下辖的一个市辖区，南部濒临南海，东与阳西县交界，东北部毗邻阳春市，北连高州市，西靠茂名市茂南区和吴川市，區人民政府駐水东街道海濱大道1號。
电白区因多雷電而得名，隋朝开皇九年（公元589年），合併電白、海昌二郡置電白縣，電白自此以縣稱，2014年，經國務院批准，撤銷茂港區和電白縣建制，合併設立電白區。電白區的旅遊資源有中國第一灘、浪漫海岸、御水古温泉、放雞島虎头山等。

## 历史
秦时属南海郡地，汉为合浦郡地，三国时属高凉郡，南北朝析高凉郡置电白郡、海昌郡。隋朝开皇九年（589年），电白、海昌两郡合并为电白县，隶属高州，这是电白以县称之始。元朝至元十七年（1280年）高州改为高州路，路治电白县。
近代先后隶属南路专区、高雷专区、湛江专区、湛江地区。中华人民共和国成立后，1950年12月16日，电白县委、县政府及直属各机关团体由电城迁至水东办公。1983年隶属茂名市。
2001年1月，国务院批准从电白县划出羊角、坡心、七迳、沙院、小良、南海（水东经济开发区）等6个镇设立茂名市茂港区。
2012年10月11日，茂名高新技术产业开发区党工委揭牌成立，七迳镇由其代管。
2013年4月26日，广东茂名博贺湾海洋经济综合试验区成立。电城、博贺两镇正式列入该区单独管理。
2013年7月5日，广东茂名水东湾新城成立，其规划范围为北至港城路，西至工业大道，南至南海，东至王村，面积约168平方千米。
2014年1月，国务院批准将茂港区、电白县撤并，设立茂名市电白区。4月18日，茂名市电白区正式挂牌成立。
2017年9月，将原属电白区的羊角镇划入茂南区。
2019年4月，中心城区所在的水东镇撤镇，分设为水东、电海和陈村三个街道。

## 交通
- 沈海高速公路、 包茂高速公路、 汕湛高速、 博贺港高速、 228国道、 325国道过境。
- 深湛鐵路：电白站、馬踏站
- 茂名港

## 行政区划
电白区下辖5个街道办事处、19个镇：
南海街道、高地街道、水东街道、电海街道、陈村街道、马踏镇、岭门镇、坡心镇、七迳镇、树仔镇、沙院镇、麻岗镇、旦场镇、小良镇、霞洞镇、观珠镇、沙琅镇、黄岭镇、望夫镇、罗坑镇、那霍镇、博贺镇、林头镇、电城镇、曙光农场、水丰农场、新华农场和电白盐场。

## 人口
根據第七次全国人口普查結果，截至2020年11月1日零時，全區常住人口為1503737人。

## 文化

### 语言
电白区南部沿海及沙琅江中下游一带通行一种与雷州话相似的闽语分支，电白人称之为“黎话”或“東話”，从电城镇向西南方向的镇在使用，而电城镇向阳西县方向的部分镇使用的称之为“海话”，“黎话”和“海话”差异性随着距离而变大，基本上也能勉强互通，而“海话”跟“雷州话”通话就比较困难。而电白区中北部地区流通客家话，流通地区包括那霍、罗坑、望夫、黄岭、沙琅、观珠、林头、羊角，马踏等镇，人口30多万。除此之外，还有舊時正话等使用人口较少的地方语言。
此外，境內的馬蘭話被視為四邑話的一個分支。

### 名人
- 冼夫人：隋代譙國夫人，力主國家統一。
- 崔培树

### 风景名胜
- 浮山岭
- 中国第一滩
- 虎頭山
- 晏镜岭

## 特产
水东芥菜：国家地理标志产品。

## 照片集錦
- 茂名电白鹅凰嶂越野穿越-奇岩
- 茂名电白鹅凰嶂越野穿越-山峰